# Meseres
Cet article concerne le genre de ciliés Meseres Schewiakoff, 1892. Pour le genre homonyme junior de concombres de mer Meseres Ludwig, 1893 (placé en synonyme de Oloughlinius Pawson & Pawson in Pawson et al., 2015), voir Meseres (animal).
Famille
Genre
Meseres, unique représentant de la famille des Meseridae, est un genre de Ciliés de l'ordre des Halteriida.

## Étymologie
Meseres est dérivé du grec μεσερ / meser, « situé au milieu ».

## Description
Selon Sabine Agatha (2004) : « Meseres diffère des genres Halteria et Pelagohalteria  (famille des Halteriidae) par la disposition de la ciliature somatique ».

## Habitat et répartition
Meseres corlissi Petz & Foissner, 1992 a été découvert dans l'étang de Krauthüge, en Autriche, mais est probablement cosmopolite.

## Liste des espèces
Selon le World Register of Marine Species (13 novembre 2023) :
- Meseres cordiformis Schewiakoff, 1892
- Meseres corlissi Petz & Foissner, 1992

Selon GBIF (13 novembre 2023) :
- Meseres cordiformes Schewiakoff, 1893
- Meseres corlissi Petz & Foissner, 1992
- Meseres stentor Schewiakoff, 1893

## Systématique
Le nom valide complet (avec auteur) de ce taxon est Meseres Schewiakoff, 1892. Meseres cordiformis Schewiakoff, 1892 est l'espèce type. C'est l'unique genre de la famille des Meseridae selon le World Register of Marine Species (13 novembre 2023), tandis que GBIF (13 novembre 2023) et The Taxonomicon (13 novembre 2023) le classent dans la famille des Halteriidae.
Meseres, mentionné pour la première fois en 1892 par le protistologiste russe Wladimir Schewiakoff, mais sans description ni définition, est un nomen nudum.